# 忘記你我做不到
《忘記你我做不到》，是香港歌手張學友的第九張國語專輯，该专辑于1996年6月12日由寶麗金唱片公司（台灣）发行。

## 簡介
該張唱片是張學友巔峰時期的一張製作精良的國語唱片，唱片詞曲多數由台灣本地音樂人創作。專輯中有多個歌曲在多年後仍被認為是經典國語歌曲的作品，例如：《忘記你我做不到》、《情書》、《左右為難》；其他的派台歌曲包括：《慢慢》、《失眠夜》。
《忘記你我做不到》在台灣，香港，新加坡，馬來西亞等地都取得了非常炫目的銷量。在發行此張唱片後，傳媒亦有稱張學友為華語樂壇的銷量保證，樂壇前輩譚詠麟更是表示張學友是香港樂壇的良心。憑此專輯入圍第8屆臺灣金曲獎 - 個人獎 - 流行音樂類 - 最佳國語男演唱人獎。

## 影響
唱片不但打破多個銷量記錄以及獲獎記錄，單曲《左右為難》更是令香港實力派歌手鄭中基一夜成名，并獲得多個頒獎禮的最佳合唱歌曲。
繼《吻別》後，張學友憑著本張專輯在台灣再次取得相當程度的成功，此年台灣亦有部分音樂人士建議改革金曲獎的最佳國語男歌手的國籍限制，可以令如張學友這樣在台灣具有較高影響力的其他地區歌手公平的參與進來，并增加金曲獎的影響力。

## 曲目
| 曲序     | 曲目                   |             | 作曲                      | 编曲                      | 製作人        | 首次收錄專輯 | 备注                                    | 时长  |
| -------- | ---------------------- | ----------- | ------------------------- | ------------------------- | ------------- | ------------ | --------------------------------------- | ----- |
| 1.       | 忘記你我做不到         | 陳家麗      | 郭子                      | 屠穎 (趙增熹 弦樂編曲)    | 林明陽 歐丁玉 |              | 第一主打                                | 4:56  |
| 2.       | 情書                   | 姚若龍      | 戚小戀                    | 屠穎                      | 林明陽 歐丁玉 |              | 第二主打 電影《情書》中文主題曲         | 4:04  |
| 3.       | 慢慢                   | 白進法      | 林隆璇                    | 吳慶隆                    | 歐丁玉        |              |                                         | 4:41  |
| 4.       | 微塵                   | 古倩敏      | 古倩敏                    | 趙增熹                    | 歐丁玉        |              | 新加坡電視劇《真命小和尚》主題曲        | 4:22  |
| 5.       | 我不願意               | 林明陽      | 林明陽                    | 蘇德華                    | 歐丁玉        |              |                                         | 4:07  |
| 6.       | 左右為難（鄭中基合唱） | 娃娃        | Andy Goldmark Brock Walsh | Andy Goldmark Brock Walsh | 歐丁玉        | 左右為難     | 第三主打 中視單元劇《真愛一世情》主題曲 | 4:14  |
| 7.       | 真心的朋友             | 林明陽      | 楊明煌                    | 吳慶隆 (趙增熹 弦樂編曲)  | 林明陽 歐丁玉 |              | 楊明煌之遺作                            | 4:45  |
| 8.       | 失眠夜                 | 陳容森      | 陳容森                    | 蘇德華                    | 林明陽 歐丁玉 |              | 第四主打                                | 3:48  |
| 9.       | 無所謂                 | 祁志泉 子樂 | 李偲菘                    | 王雙駿                    | 林明陽 歐丁玉 |              |                                         | 4:20  |
| 10.      | 我回來了               | 姚若龍      | 凌偉文                    | Martin Tang               | 林明陽 歐丁玉 |              |                                         | 4:11  |
| 11.      | 枕邊月亮               | 陳家麗      | 郭子                      | 屠穎                      | 林明陽 歐丁玉 |              | 《無心戀》國語版                        | 4:57  |
| 总时长： | 总时长：               | 总时长：    | 总时长：                  | 总时长：                  | 总时长：      | 总时长：     | 总时长：                                | 48:28 |

## 獎項
- 1996年度十大勁歌金曲頒獎典禮

- 「最受歡迎國語歌曲獎」金獎----《情書》

- 1996年度十大中文金曲頒獎音樂會

- 「優秀國語歌曲」金獎----《情書》

- 1996年度新城勁爆頒獎禮

- 「勁爆國語歌曲」獎----《忘記你我做不到》

- 1996年勁歌金曲第三季季選

- 入選得獎歌曲----《情書》

## 發行版本
- 台灣版 (1996)
- あなたを忘れられない (日本版) (1996)